# Gerichsee (Aland)
Gerichsee ist ein Wohnplatz im Ortsteil Krüden der Gemeinde Aland der Verbandsgemeinde Seehausen (Altmark) im Landkreis Stendal in Sachsen-Anhalt.

## Geographie
Der Ort liegt einen Kilometer südwestlich von Krüden und sieben Kilometer westnordwestlich von Seehausen (Altmark) am Gerichsee. Unweit davon strömt der Seegraben Krüden.
Die Nachbarorte sind Groß Holzhausen im Norden, Krüden im Nordosten, Vielbaum im Osten, Wilhelminenhof im Südosten, Lindenberg im Süden, Jeggel im Südwesten, Haverland im Westen sowie Groß Garz und Scharpenhufe im Nordwesten.

## Geschichte
Die erste schriftliche Erwähnung von Gerichsee stammt aus dem Jahr 1499. In Akten, die im Brandenburgischen Landeshauptarchiv überliefert sind, wird „Ghere“ aufgeführt, ein Gut mit Holzung und Wasser, gelegen vor der Nattewisch. Weitere Nennungen sind 1541 zu dem Gischischen See, 1608 Gerschensehe, 1745 der Rittersitz Gertschesee, 1775 das Rittergut Gerische See. Johann Ernst Fabri schreibt 1796: „Das Gut Gehrische See… hat den Namen von einem hinter dem…Garten liegenden See, der zwar nur klein, aber sehr fischreich ist. Bei dem Gute sind einige Tagelöhner-Häuser, und das Ganze besteht aus 7 Feuerstellen“. 1804 bestand nur das adlige Gut Gerischesee an einem kleinen See mit zwei Käthnern und einem Einlieger. Im Jahre 1873 gehörte die Colonie Görischsee zur Landgemeinde Crüden und der Wohnplatz Görischsee zum Gutsbezirk Crüden,
Der Ort ist auch heute noch zweigeteilt. Der westliche und ältere Teil, direkt am See gelegen, das ursprüngliche Rittergut, 1909 Kolonie Gerischsee, gehörte zur Landgemeinde Krüden. Der östliche und jüngere Teil des Ortes, wohl das 1909 so genannte Vorwerk Gerischsee, gehörte zum Gutsbezirk Krüden und kam mit der Auflösung des Gutsbezirks am 30. September 1928 zur Gemeinde.
In Karten zu Beginn des 20. Jahrhunderts ist kein Vorwerk verzeichnet, nur zwei Kolonien. Insofern ist es schwierig zu sagen, ob Kolonie und Vorwerk zwei getrennte Orte waren.
1986 betrieb der Staatliche Forstwirtschaftsbetrieb Salzwedel das „Entenmastobjekt Gerischsee“ im Ort.

### Einwohnerentwicklung

#### Gut/Kolonie
| Jahr | Einwohner |
| ---- | --------- |
| 1775 | 25        |
| 1789 | 21        |
| 1798 | 26        |
| 1801 | 23        |
| 1818 | 23        |

| Jahr | Einwohner |
| ---- | --------- |
| 1840 | 16        |
| 1871 | 23        |
| 1885 | 09        |
| 1895 | 11        |
| 1905 | 07        |

#### Vorwerk/Wohnplatz
| Jahr | Einwohner |
| ---- | --------- |
| 1871 | 05        |
| 1885 | 10        |
| 1895 | 24        |
| 1905 | 13        |

Quelle:

## Religion
Die Evangelischen aus Gerichsee gehören zur Kirchengemeinde Krüden in der früheren Pfarrei Krüden (Crüden). Sie werden betreut vom Pfarrbereich Seehausen im Kirchenkreis Stendal im Propstsprengel Stendal-Magdeburg der Evangelischen Kirche in Mitteldeutschland.

## Wirtschaft
Der See dient heute der kommerziellen Fischzucht.